# Visans skepp
Visans skepp är ett monument som uppfördes under 1980-talet i Storebro, Småland.
Monumentet har formen av en skeppssättning och består av 20 stenblock. Stenblocken är 1,8–3,4 meter höga och på varje stenblock har två svenska visor inblästrats.
Visans Skepp uppfördes av Ivar Gustavsson mellan åren 1984 och 1988. 1984 restes de första tre stenarna, 1986 restes ytterligare sex stenar och 1988 restes de återstående elva stenarna.
1988 invigdes Visans Skepp av landshövdingen Eric Krönmark.

## Visorna
Nedan följer en förteckning på vilka visor som finns på respektive sten

### Sten nr 1: "Stävstenen"
- Du gamla du fria (text: Richard Dybeck, musik: folkmelodi)
- Smålandssången (text: Linnéa Andrén, musik: Ivar Widéen)

### Sten nr 2: "Taubestenen"
- Så skimrande var aldrig havet (text och musik: Evert Taube)
- Vals på Mysingen (text och musik: Evert Taube)

### Sten nr 3: "Bellmansstenen"
- Hwila vid denna källa (text och musik: Carl Michael Bellman)
- Fjäriln vingad syns på Haga (text och musik: Carl Michael Bellman)

### Sten nr 4: "Dan Andersson"
- Jag väntar... (text: Dan Andersson, musik: Gunnar Turesson)
- Helgdagskväll i timmerkojan (text: Dan Andersson, musik: Sven Scholander)

### Sten nr 5: "Martin Koch"
- Blomman (text och musik: Martin Koch)
- Lyckan (text och musik: Martin Koch)

### Sten nr 6: "Gustaf Fröding"
- Det var dans bort i vägen (text: Gustaf Fröding, musik: Helfrid Lambert)
- Tre trallande jäntor (text: Gustaf Fröding, musik: Felix Körling)

### Sten nr 7: "Erik Axel Karlfeldt"
- I Lissabon (text: Erik Axel Karlfeldt, musik: Bo Sundblad)
- Svarta Rudolf (text: Erik Axel Karlfeldt, musik: Robert Norrby)

### Sten nr 8: "Nils Ferlin"
- Får jag lämna några blommor (text: Nils Ferlin, musik: Lille Bror Söderlundh)
- När skönheten kom till byn (text: Nils Ferlin, musik: Lille Bror Söderlundh)

### Sten nr 9 "Birger Sjöberg"
- Den första gång jag såg dig (text och musik: Birger Sjöberg)
- Längtan till Italien (text och musik: Birger Sjöberg)

### Sten nr 10
- Den blomstertid nu kommer (text: Israel Kolmodin, Johan Olof Wallin & Britt G Hallqvist, musik: folkmelodi)
- Tryggare kan ingen vara (text: Lina Sandell-Berg, musik: tysk folkmelodi)

### Sten nr 11
- Uti vår hage (trad)
- O, store Gud (text: Carl Boberg, musik: folkmelodi)

### Sten nr 12
- Här är gudagott att vara (text och musik: Gunnar Wennerberg)
- Studentsången (text: Herman Sätherberg, musik: Prins Gustaf)

### Sten nr 13
- Videvisan (text: Zacharias Topelius, musik: Alice Tegnér)
- Du ska inte tro det blir sommar (text: Astrid Lindgren, musik: Georg Riedel)

### Sten nr 14
- Tess lördan (text: Levi Rickson, musik: Gunnar Richnau)
- Amerikabrev (text och musik: Ruben Nilson)

### Sten nr 15
- Vid vakten - Flicka från Backafall (text: Gabriel Jönsson, musik: Gunnar Turesson)
- Visa vid Midsommartid (text: Rune Lindström, musik: Håkan Norlén)

### Sten nr 16
- Flickorna i Småland (text och musik: Karl Williams)
- Elvira Madigan (text: Johan Lindström Saxon, musik: folkmelodi)

### Sten nr 17
- Violen från Flen (text och musik: Ulf Peder Olrog)
- Underbart är kort (text och musik: Povel Ramel)

### Sten nr 18
- Mitt eget land (text: Beppe Wolgers, musik: Olle Adolphson)
- Visa i Molom (text och musik: Alf Hambe)

### Sten nr 19
- Om maskros och tjärdoft (text och Carl Anton)
- Grimasch om morgonen (text och musik: Cornelis Vreeswijk)

### Sten nr 20: "Stävstenen"
- Sverige (text: Verner von Heidenstam, musik: Wilhelm Stenhammar)
- Betlehems stjärna (text: Viktor Rydberg, musik: Alice Tegnér)